# Aozora Bank
Aozora Bank é um banco comercial japonês, sediado em Chiyoda, Tóquio.

## História
O Aozora foi estabelecida em 1957, sucessora do antigo Nippon Credit Bank.